# 산사이역
산사이역(일본어: 三才駅)은 일본 나가노현 나가노시에 있는 시나노 철도 기타시나노 선의 철도역이다.

## 승강장
상대식 승강장 2면 2선의 구조를 지닌 지상역이다.

### 타는 곳
| 1 | ■ 기타시나노 선                                   | (하행) | 도요노 · 묘코코겐 방면                                              |
| 1 | ■ 이야마 선 직결 운행 열차                        | (하행) | 도요노 · 이야마 · 도가리노자와온센 · 도카마치 · 에치고카와구치 방면 |
| 2 | ■ 기타시나노 선 (■ 이야마 선 직결 운행 열차 포함) | (상행) | 나가노 방면                                                         |

## 이용 현황
| 연도     | 이용 현황 | 연도     | 이용 현황 |
| 2000년도 | 1,877     | 2006년도 | 1,484     |
| 2001년도 | 1,811     | 2007년도 | 1,480     |
| 2002년도 | 1,746     | 2008년도 | 1,509     |
| 2003년도 | 1,701     | 2009년도 | 1,482     |
| 2004년도 | 1,635     | 2010년도 | 1,481     |
| 2005년도 | 1,570     |          |           |
| -------- | --------- | -------- | --------- |

## 역 주변
- 세이센조가쿠인 대학
- 세이센조가쿠인 단기대학
- 독립행정법인 국립병원기구 히가시나가노 병원

## 역사
- 1958년 1월 8일: 영업 개시. 신에쓰 본선의 철도역이나 이야마 선 열차만 정차.
- 1966년 10월 1일: 신에쓰 본선 열차도 정차하게 됨
- 1987년 4월 1일: 민영화에 따라 동일본 여객철도의 소속이 된다.
- 2015년 3월 14일: 호쿠리쿠 신칸센의 연장 개통에 따라, 시나노 철도로 이관.

## 인접 정차역
| 시나노 철도 ■ 기타시나노 선 | 시나노 철도 ■ 기타시나노 선              | 시나노 철도 ■ 기타시나노 선           |
| --------------------------- | ---------------------------------------- | ------------------------------------- |
| 기타나가노 나가노 방면      | ■ 보통 (■ 이야마 선 직결 운행 열차 포함) | 도요노 묘코코겐 · 에치고카와구치 방면 |